# Polyommatus everos
Polyommatus everos är en fjärilsart som beskrevs av Gerhard 1853. Polyommatus everos ingår i släktet Polyommatus och familjen juvelvingar. Inga underarter finns listade i Catalogue of Life.